# Theo Colborn
Theodora Emily Colborn, nata Decker (28 marzo 1927 – 14 dicembre 2014), è stata un'ecologa statunitense, conosciuta per i suoi studi riguardanti gli effetti sulla salute delle sostanze chimiche che alterano il sistema endocrino..

## Biografia
Colborn ha fatto parte di numerosi comitati consultivi, tra cui l'US Environmental Protection Agency Science Advisory Board, l'Ecosystem Health Committee of the International Joint Commission of the United States and Canada, lo Science Management Committee of the Toxic Substances Research Initiative of Canada, il comitato consultivo US EPA Endocrine per lo screening e il test dei perturbatori e il sottocomitato per i metodi e la convalida delle perturbazioni endocrine dell'EPA. Ha tenuto numerose conferenze sulle conseguenze dell'esposizione durante la gravidanza a sostanze chimiche di sintesi da parte dell'embrione e del feto in via di sviluppo nella fauna selvatica, negli animali da laboratorio e negli esseri umani.
Nel 2003, all'età di 76 anni, ha fondato l'organizzazione no-profit The Endocrine Disruption Exchange (TEDX) dedicata alla comprensione di come l'esposizione ambientale agli interferenti endocrini interferisca con lo sviluppo e la salute, rivolta ad accademici, politici, dipendenti del governo, gruppi sociali e di supporto sanitario, autorità sanitarie pubbliche, medici, media e liberi cittadini.
Nel 2005 ha parlato per la prima volta di questioni di salute pubblica riguardanti la fratturazione idraulica. Due anni dopo ha testimoniato nella commissione per la supervisione e la riforma del governo della Camera degli Stati Uniti sulla "necessità di una piena divulgazione delle sostanze chimiche utilizzate per produrre e fornire gas naturale". Ha continuato a interessarsi a questo argomento fino al suo ultimo anno di vita, quando ha pubblicato uno studio sulla qualità dell'aria vicino alle operazioni sul gas naturale e ha sviluppato un corso di educazione continua in medicina intitolato "Operazioni sul gas naturale, esposizione alle emissioni atmosferiche e raccomandazioni per la comunità sanitaria ".

### Ricerche sugli interferenti endocrini
Il suo studio del 1988 sullo stato dell'ambiente dei Grandi Laghi ha rivelato che i migliori uccelli, pesci, mammiferi e rettili predatori hanno trasferito sostanze chimiche persistenti prodotte dall'uomo alla loro prole, minando così lo sviluppo e la programmazione degli organi dei loro piccoli prima della nascita. Nel 1991, alla luce di queste prove, Colborn ha convocato 21 scienziati internazionali di 15 diverse discipline per condividere le loro ricerche relative agli impatti sulla salute transgenerazionale. In quell'incontro fu coniata l'espressione "interferenti endocrini".
Nel 1992 seguì un libro intitolato Chemically induced alterations in sexual and functional development: The Wildlife / Human Connection, che è una raccolta di manoscritti tecnici di coloro che hanno partecipato alla sessione. Le informazioni di questo volume e di numerose pubblicazioni scientifiche successive sul risultato degli effetti dell'esposizione a basse dosi e / o ambientali di interferenti endocrini sono state rese pubbliche nel suo libro del 1996 Our Stolen Future, scritto in collaborazione con Dianne Dumanoski e John Peterson Myers e pubblicato in 18 le lingue. Il lavoro di Colborn ha portato alla promulgazione di nuove leggi in tutto il mondo e ha reindirizzato la ricerca di accademici, governi e settore privato

### Vita privata
Colborn era sposata e aveva quattro figli. Lei e suo marito possedevano delle farmacie nel New Jersey. Nel 1964 si trasferirono in una fattoria nel Colorado occidentale per allevare pecore. Dopo il divorzio negli anni '70 iniziò a lavorare per il Rocky Mountain Biological Laboratory esaminando l'acqua contaminata dalle sostanze tossiche rilasciate dall'attività mineraria.
Sviluppò una malattia polmonare e divenne dipendente dall'ossigeno all'età di 87 anni. Per gran parte della sua vita soffrì di celiachia, ma le fu diagnosticata solo negli anni '80.

## Premi e riconoscimenti
- 1999: Premio Rachel Carson[12]
- 2000: Premio Blue Planet[13]

## Opere (parziali)
- Colborn, Theodora E., Great Lakes, Great Legacy?, Institute for Research and Public Policy, 1990,  pp. 301 p, ISBN 978-0891641155.
- Colborn, Theo, Dumanoski, Dianne e Myers, John Peterson, Our Stolen Future: Are We Threatening Our Fertility, Intelligence, and Survival? A Scientific Detective Story, Dutton, 1996, ISBN 978-0-525-93982-5.
«our stolen future.»
- Theo Colborn, Neurodevelopment and endocrine disruption, in Environmental Health Perspectives, vol. 112, n. 9, 2004,  pp. 944-949, DOI:10.1289/ehp.6601, PMID 15198913.
- Theo Colborn, Natural Gas Operations from a Public Health Perspective, in Human and Ecological Risk Assessment, vol. 17, n. 5, 2011,  pp. 1039-1056, DOI:10.1080/10807039.2011.605662.
- Theo Colborn, An Exploratory Study of Air Quality Near Natural Gas Operations, in Human and Ecological Risk Assessment, vol. 20, n. 1, 2014,  pp. 86-105, DOI:10.1080/10807039.2012.749447.